# Daïras de la wilaya d'Aïn Témouchent
La wilaya de Aïn Témouchent, dans la région d'Oranie, en Algérie, possède huit daïras (circonscriptions administratives), chacune comprenant plusieurs communes, pour un total de vingt-huit communes.

## Daïras de la wilaya d'Aïn Témouchent
1. Aïn El Arbaa
2. Ain Kihal
3. Aïn Témouchent
4. Beni Saf
5. El Amria
6. El Malah
7. Hammam Bou Hadjar
8. Oulhaça El Gheraba

Le tableau suivant donne la liste des daïras de la wilaya d'Aïn Témouchent et les communes qui les composent.
| Daïra              | Nombre de communes | Communes                                                      |
| ------------------ | ------------------ | ------------------------------------------------------------- |
| Aïn El Arbaa       | 4                  | Aïn El Arbaa, Tamzoura, Sidi Boumedienne, Oued Sebbah         |
| Ain Kihal          | 4                  | Aïn Kihal, Aghlal, Aïn Tolba, Aoubellil                       |
| Aïn Témouchent     | 2                  | Aïn Témouchent, Sidi Ben Adda                                 |
| Beni Saf           | 3                  | Beni Saf, Sidi Safi, El Emir Abdelkader                       |
| El Amria           | 5                  | El Amria, Bouzedjar, Ouled Boudjemaa, M'Said, Hassi El Ghella |
| El Malah           | 4                  | El Malah, Terga, Chaabat El Leham, Ouled Kihal                |
| Hammam Bou Hadjar  | 4                  | Hammam Bou Hadjar, Oued Berkeche, Chentouf, Hassasna          |
| Oulhaça El Gheraba | 2                  | Oulhaça El Gheraba, Sidi Ouriache                             |